# Anna Maria Hall
Anna Maria Hall (Dublino, 6 gennaio 1800 – 30 gennaio 1881) è stata una scrittrice irlandese che spesso si firmava "Mrs. S. C. Hall".
Sposò Samuel Carter Hall, lo scrittore d'arte, che la descrisse nel suo Retrospettiva di una lunga vita, dal 1815 al 1883. Il suo nome da ragazza era Anna Maria Fielding.

## Biografia
Visse a Dublino assieme alla madre, la vedova Sarah Elisabeth Fielding, e il padre adottivo, George Carr di Graigie, Wexford, fino al 1815. All'età di quindici anni si trasferì con la madre in Inghilterra e il 20 settembre 1824 sposò Samuel Carter Hall. La madre visse con lei a Londra fino alla morte.
Il primo contributo noto della signora Hall alla letteratura inglese è il ritratto di un personaggio irlandese, Master Ben, che apparve in The Spirit and Manners of the Age nel gennaio 1829. Seguirono altri racconti che furono raccolti in un volume intitolato Sketches of Irish Character del 1829, divenendo così un'autrice di professione. L'anno seguente pubblicò un piccolo volume per i bambini, Chronicles of a School-Room, costituito da una serie di semplici racconti.
Nel 1831 pubblicò il secondo volume di Sketches of Irish Character, del tutto uguale al primo, che fu molto apprezzato. La prima delle sue nove novelle, The Buccaneer, scritta nel 1832, è ambientata al tempo del protettorato di Cromwell che ritroviamo tra i personaggi. Contribuì al periodico New Monthly Magazine, curato dal marito, con gli articoli Lights and Shadows of Irish Life, che furono ripubblicati in tre volumi nel 1838. Il racconto più noto di questa raccolta, The Groves of Blarney, fu trasformato in opera teatrale di notevole successo dalla stessa autrice che scritturò tra gli attori Tyrone Power, e andò in scena per un'intera stagione al teatro Adelphi nel 1838. Mrs. Hall scrisse per il teatro di St. James The French Refugee, 1836,  opera che fu replicata per novanta giorni, e Mabel's Curse, che vide John Pritt Harley in qualità di protagonista.